# Мартин, Уильям, 1-й барон Мартин
Уильям Мартин (англ. William Martin; примерно 1257—1324) — английский аристократ и крупный землевладелец, 1-й барон Мартин с 1295 года. Участвовал в шотландских походах, во время правления Эдуарда II принадлежал к оппозиции.

## Биография
Уильям Мартин принадлежал к старинному рыцарскому роду, представители которого с XII века владели обширными землями в Девоне и Сомерсете на юго-западе Англии, а также в Уэльсе. Он был сыном Николаса Фиц-Мартина и после смерти отца в 1282 году унаследовал семейные владения. Потерпев поражение в затяжной распре, Уильям был вынужден признать сюзеренитет Уильяма де Валенса, 1-го графа Пембрука, над замком Кемаис в Западном Уэльсе (1291). 23 июня 1295 года он был вызван в парламент как лорд, и это событие считается началом истории титула барон Мартин.
Уильям участвовал в ряде походов короля Эдуарда I. В частности, в 1295 году он сражался в Гаскони во главе отряда в 90 человек, а в 1301 году — в Шотландии под началом принца Уэльского. Когда последний стал королём под именем Эдуарда II (1307), Уильям начал чаще бывать при дворе, но в близкое окружение монарха он не попал и вскоре примкнул к оппозиции. В 1310 году барон был в числе лордов-ордайнеров, потребоваsших от Эдуарда начать реформы. В 1315—1316 годах он занимал пост юстициария Южного Уэльса, в 1318 году был включён парламентом в состав Королевского совета.

## Семья
Уильям Мартин был женат на Элеоноре Фицпирс, дочери Реджинальда Фицпирса, вдове Джона де Моуна из Данстепа в Сомерсете. В этом браке родились:
- Уильям (умер в 1326), 2-й барон Мартин[7];
- Элеанор, жена Филиппа де Коломбье, 1-го барона Коломбье[7];
- Джоан, жена Генри де Ласи, 3-го графа Линкольна, и Николаса де Одли, 1-го барона Одли[7][8].